# Прагматическая санкция (1438)
Прагматическая санкция 1438 года, в западной литературе — Буржская Прагматическая санкция (фр. Pragmatique Sanction de Bourges) — решение Буржского собора под эгидой французского короля Карла VII, изданное 7 июля 1438 года в Бурже.
Прагматическая санкция впервые выразила требования галликанства, юридически оформила независимость галликанской церкви от Папы и подчинение её королевской власти.
Исходя из постановлений Базельского собора постановление провозглашало главенство церковных соборов над папой, устанавливало выборность епископов и аббатов капитулами, монастырскими общинами (при этом оговаривая право короля и сеньоров рекомендовать кандидатов), отменяло раздачу папами церковных бенефициев и аннаты и запрещало апелляцию к суду папы до рассмотрения дела во французских судебных инстанциях.
В то время как это привело к потере папской власти во Франции, движение концилиаритов само было разделено. В 1449 году Базельский собор был распущен, а концилиариты получили почти смертельный удар.
Папы, особенно Пий II выступали за отмену Прагматической санкции, и французская корона в лице Людовика XI обещала её в качестве стимула для папства в пользу своих интересов (признание прав Анжуйской династии на Неаполитанское королевство). Прагматическая санкция в конечном итоге была заменена рядом соглашений, заключенных между французской короной и Римом, особенно Болонским конкордатом 1516 года.